# Paramysis vancouveringi
Paramysis vancouveringi är en kräftdjursart som beskrevs av Voicu 1981. Paramysis vancouveringi ingår i släktet Paramysis och familjen Mysidae. Inga underarter finns listade i Catalogue of Life.